# Енисейская улица (Казань)
Енисейская улица (тат. Янәсәй урамы, Yänäsäy uramı) — небольшая улица в Московском районе Казани. Названа по реке Енисей.

## География
Улица находится внутри кварталов №№ 24 и 25 бывшего Ленинского района; начинаясь от улицы Декабристов, пересекает улицы Партизанская и Тунакова и заканчивается на пересечении с улицей Фурманова.

## История
Улица возникла в 1930-е годы как часть жилого посёлка, являвшегося «отростком» бывшей Ивановской стройки, к тому времени ставшей частью слободы Восстания под названием 1-я вновь проектируемая улица; современное имя было присвоено не позднее 1939 года. На 1939 год на улице имелось несколько домовладений, все частновладельческие. В 1942-1943 годах начале современной улицы, в квартале № 25 Ленинского района были построены несколько двухэтажные кирпичные дома для эвакуированных из западных районов СССР (так называемая «жилплощадка завода им. Орджоникидзе»), часть из которых получила адресацию по улице. В 1950-1960-е годы при застройке квартала № 35 Ленинского района все частновладельческие дома улицы были снесены; тогда же, после окончания застройки кварталов № 24 и № 25 улица превратилась во внутриквартальную.
Административно улица относилась к Ленинскому (до 1973) и Московскому (с 1973 года) районам.

## Примечательные объекты
- № 3 (снесён) — жилой дом трамвайно-троллейбусного управления.[12]
- № 4, 6/64 — жилые дома стройтреста № 1 Главтатстроя.[13]
  - № 4 — в этом доме находился жилищно-коммунальный отдел треста.[14]
- № 5 — коррекционная школа № 61 (ранее в здании размещались восьмилетняя школа № 121, здание управления треста № 14).[13]
- № 9/54 (старый адрес), ныне Тунакова, 53а — один из домов жилплощадки завода им. Орджоникидзе, ныне филиал детского сада № 126 (ранее № 119 завода № 16).

## Известные жители
На улице в разное время проживали татарский писатель Марс Шабаев и краевед Лев Жаржевский (оба — в доме № 2/23).

## Транспорт
Общественный транспорт по улице не ходит; ближайшая остановка общественного транспорта — «площадь Восстания», на которой останавливаются как автобусы, так и троллейбусы и трамваи). Ближайшие станции метро — «Северный вокзал» и «Яшьлек».